# Craig Hodges
Craig Anthony Hodges (ur. 27 czerwca 1960 r. w Park Forest, Illinois) – amerykański koszykarz zawodowy, grający w lidze NBA. Dwukrotny mistrz ligi z drużyną Chicago Bulls (1991, 1992). Specjalista w rzutach z dystansu, trzykrotny zwycięzca konkursu rzutów za 3 podczas Weekendu Gwiazd NBA. Aktualnie trener zespołu Westchester Knicks w D-League.

## Kariera zawodnicza
Po ukończeniu California State University został wybrany z numerem 48. w drafcie 1982 przez San Diego Clippers. Po dwóch sezonach przeniósł się do Milwaukee Bucks, gdzie grał cztery lata, potem trafił na rok do Phoenix Suns, a karierę zakończył trzema sezonami w Chicago Bulls, gdzie zdobył dwukrotnie mistrzowskie pierścienie.
Po zwolnieniu z NBA grał we włoskim Pallacanestro Cantù.

### Three-Point Shootout
Hodges wystąpił w pierwszych ośmiu konkursach rzutów za 3 (1986-1993), z których wygrał trzy z rzędu 1990, 1991 i 1992. Tym samym stał się jedynym, oprócz Larry'ego Birda trzykrotnym zwycięzcą tych zawodów. Oprócz tego dwukrotnie, w latach 1986 i 1989, wystąpił w finale. Jest posiadaczem rekordu 19 trafionych z rzędu rzutów w konkursie (1991), a wraz z Jasonem Kapono ma najwięcej trafionych rzutów w jednej rundzie - 25 (1986).

## Działalność po zakończeniu kariery
W latach 1994–1996 Hodges trenował drużynę Chicago State University. W 2005 został specjalnym asystentem trenera Phila Jacksona w drużynie Los Angeles Lakers.
Podczas wizyty mistrzowskiej drużyny Chicago Bulls u prezydenta George H.W. Busha w 1992 r. Hodges, ubrany w dashiki, wręczył mu odręcznie napisany memoriał, w którym wyrażał swoje niezadowolenie z powodu traktowania ubogich i mniejszości przez administrację waszyngtońską. Hodges krytykował także publicznie gwiazdę drużyny Bulls Michaela Jordana za brak zaangażowania w problemy społeczne.
W 1996 Hodges pozwał ligę NBA i wszystkie jej 29 zespoły na 40 mln dolarów za izolowanie go z powodu kontaktów z Louisem Farrakhanem oraz krytykę innych afroamerykańskich sportowców, którzy nie wykorzystują swoich wpływów i bogactwa by wspomóc ubogich. Bardzo możliwe, iż z powodu radykalnych wypowiedzi kariera Hodgesa skończyła się przedwcześnie w 1992 po wygaśnięciu kontraktu z Chicago Bulls. Hodges nie otrzymał wtedy żadnej oferty od klubu NBA, mimo że miał dopiero 32 lata i był w dobrej formie.

## Osiągnięcia
NBA
- 2-krotny mistrz NBA (1991, 1992)[2]
- 3-krotny zwycięzca konkursu rzutów za 3 punkty (1990–1992)[3]
- Lider:
  - sezonu regularnego w skuteczności rzutów za 3 punkty (1986, 1988)[4]
  - play-off w liczbie celnych rzutów za 3 punkty (1989)[5]
- 8-krotny uczestnik konkursu rzutów za 3 punkty (1986–1993 – rekord NBA)[6]

Inne
- Zdobywca Pucharu Turcji (1995)

Trenerskie
Asystent trenera
- 2-krotny mistrz NBA (2009, 2010)[2]
- Wicemistrz NBA (2008)[2]